# Benignus von Safferling

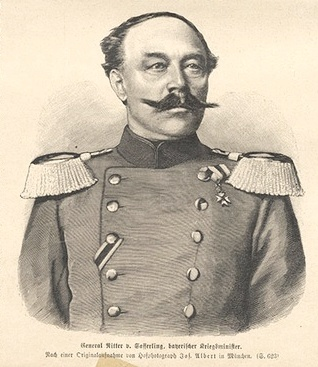
Benignus von Safferling.

Benignus Ritter von Safferling (30 de noviembre de 1825 - 4 de septiembre de 1895) fue un General der Infanterie bávaro y Ministro de Guerra bajo Otón de Baviera.

## Biografía
Von Safferling nació en Freising. Cuando tenía ocho años de edad, fue con su padre, un soldado del rey Otón de Grecia. En 1835, su padre murió en combate en Argos, cuando era comandante de un regimiento de ulanos. Von Safferling se unió al cuerpo de cadetes en Aegina poco después. Con el rango de Kaporal fue transferido al 2.º Regimiento de Infantería en Grecia. En 1843, cuando los bávaros tenían que abandonar Grecia, fue adquirido por el Ejército bávaro, donde avanzó al grado de Unterleutnant en 1845, en 1849 a Oberleutnant y en 1859 a Hauptmann. Tomó parte en la guerra austro-prusiana de 1866, y sirvió como Mayor en el Estado Mayor de la 1.ª División Real Bávara bajo el General Stephan durante la guerra franco-prusiana. Después de la guerra permaneció en Francia como representante militar bávaro ante el Oberkommando del ejército de ocupación hasta 1872. De vuelta en Baviera, se hizo comandante de tropas de entrenamiento, que tenía que enseñar las normas prusianas de desfile en las fuerzas bávaras. En 1874, pasó a ser Oberstleutnant y comandante del Regimiento de Infantería "Rey", dos años más tarde pasó a ser Oberst. Con el rango de Mayor General fue transferido a Metz, donde sirvió como comandante de la brigada de ocupación bávara. En 1886, se convirtió en Teniente General y presidente del Auditorio General, al año siguiente se hizo adjunto general y comandante de la 2.ª División Real Bávara. El 5 de mayo de 1890 asumió el cargo de ministro de guerra. El mismo año avanzó al grado de General der Infanterie el 20 de septiembre, y fue nombrado ciudadano honorario de Regensburg. Ritter von Safferling se retiró a petición propia el 5 de junio de 1893. Murió en Partenkirchen, y está enterrado en el Alter Nördlicher Friedhof en Múnich.

## Reconocimientos
- Orden Militar de Max Joseph[4]